# 谢环

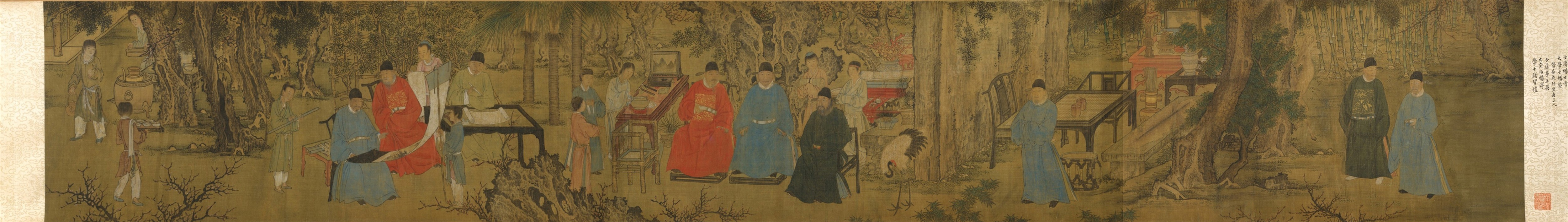
杏園雅集圖

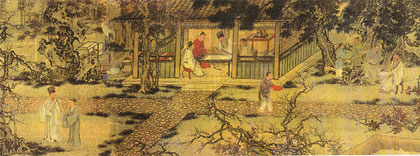
香山九老圖

謝環（1426年？—1452年？），字廷循，一字庭循，號樂靜，浙江永嘉人，明代宮廷畫家、詩人。

## 生平
謝環善畫山水，宗法于荊浩、關仝、米芾、米友仁，洪武年間已有盛名。永樂年間徵入畫院，宣德初被授錦衣衛千戶。據傳謝環曾因妒忌戴進的才華而讒陷他，但此事爭議頗多。

## 作品
謝環著名畫作有《杏园雅集图》、《香山九老图》等；又喜歡賦詩，著有《夢吟堂集》。